# احمد بن موسی
احمد بن موسی کاظم (درگذشته ۱۷ رجب ۲۰۲ ه‍.ق) مشهور به شاهچراغ، پسر  موسی بن جعفر، هفتمین امام شیعیان امامی و یکی از فقهای شیعه و از راویان حدیث است. احمد بن موسی و محمد بن موسی از یک مادر که ام احمد خوانده می‌شد متولد گردیدند. وی برادر  علی بن موسی الرضا است.

## در منابع شیعه
مجلسی در کتاب «مراة العقول» در شرح حدیث پانزدهم می‌گوید:
ام احمد مادر بعضی اولاد موسی کاظم بود و او داناترین، پرهیزگارترین و گرامی‌ترین زنهایش بود که اسرار خود را به او می‌سپرد و اماناتش را نزد او ودیعه می‌نهاد.
کلینی نیز در کتاب اصول کافی در باب «امام در چه زمانی می‌داند امام است» آورده‌است که موسی کاظم امانت سربه‌مهری به ام احمد سپرد و گفت بعد از مرگ من هر کس از فرزندان من در طلب این امانت آمد خلیفه و جانشین من است. با او بیعت نما که جز خدا کسی خبر از این امانت ندارد. بعد از کشته‌شدن موسی، علی بن موسی به نزد ام احمد آمد و امانت پدر را طلبید. ام احمد به گریه افتاد و دانست که موسی کشته شده. پس امانت را بر حسب وصیت همسرش به وی داد و با او به عنوان امام هشتم شیعیان بیعت کرد.

## فرزندان احمد ابن موسی
بسیاری از علمای انساب احمد بن موسی را بدون فرزند دانسته‌اند؛ اما بر خلاف آنان بعضی وی را دارای فرزند دانسته‌اند، ضامن بن شدقم برای وی چهار فرزند به نام‌های محمد، علی، عبدالله و داود نقل کرده‌است. عباس فیض قمی امامزاده ابراهیم مدفون در قم را فرزند احمد بن موسی می‌داند.

## کشف مزار احمد ابن موسی
تارنمای خبرآنلاین به نقل از صفحه ۱۹۲ کتاب قیام سادات علوی تألیف علی اکبر تشید می‌نویسد:
«تا زمان امیر عضدالدوله دیلمی کسی از مقبره احمد ابن موسی اطلاعی نداشت و آنچه روی قبر را پوشانده بود تل گلی بیش به نظر نمی‌رسید که در اطراف آن، خانه‌های متعدد ساخته و مسکن اهالی بود. از جمله پیرزنی در پایین آن تل، خانه‌ای گلی داشت و در هر شب جمعه، ثلث آخر شب می‌دید چراغی در نهایت روشنایی در بالای تل خاک می‌درخشد و تا طلوع صبح روشن است، چند شب جمعه مراقب می‌بود، روشنایی چراغ به همین کیفیت ادامه داشت با خود اندیشید شاید در این مکان، مقبره یکی از امامزادگان یا اولیاءالله باشد، بهتر آن است که امیر عضدالدوله را بر این امر آگاه نمایم، هنگام روز پیرزن به همین قصد به سرای امیر عضدالدوله دیلمی رفت و کیفیت آنچه را دیده بود به عرض رسانید. امیر و حاضرین از بیانش در تعجب شدند. درباریان که این موضوع را باور نکرده بودند، هر کدام به سلیقه خود چیزی بیان کردند. اما امیر گفت:اولین شب جمعه شخصاً به خانه پیرزن می‌روم تا از موضوع آگاه شوم. چون شب جمعه فرا رسید شاه به خانه پیرزن آمده و دور از خدم و حشم آنجا خوابید و پیرزن را فرمود هر وقت چراغ روشن گردید مرا بیدار کن. چون ثلث آخر شب شد پیرزن بر حسب معمول روشنایی پرنوری قوی تر از دیگر شب‌های جمعه مشاهده کرد و از شدت شعفی که به وی دست داده بود بر بالین امیر عضدالدوله آمده و بی‌اختیار سه مرتبه فریاد زد: «شاه! چراغ». و از آن به بعد به شاه چراغ معروف گردید.»

## روز بزرگداشت
در سال ۱۳۸۶ و با تصمیم شورای فرهنگ عمومی استان فارس، ۶ ذی‌القعده در دهه کرامت یعنی حدفاصل تولد فاطمه معصومه و علی ابن موسی الرضا به‌عنوان روز بزرگداشت احمد بن موسی شاهچراغ تعیین شد.